# Tiên nữ
Tiên nữ (tiếng Anh: fairy, fae) hay nàng tiên là sinh vật trong thần thoại hoặc trong truyền thuyết của các nền văn hoá Châu Âu. Họ thường được miêu tả với ngoại hình của một thiếu nữ, có một cặp cánh lớn, trong suốt ở sau lưng và họ thường dùng nó để bay trên không trung. Tiên nữ được miêu tả như những thực thể siêu linh, có năng lực siêu nhiên, sống hòa mình với thiên nhiên và biết cảm nhận vẻ đẹp thiên nhiên rất sâu sắc và tinh tế.
Thần thoại và truyện kể về các tiên nữ không chỉ có một nguồn gốc duy nhất mà là tập hợp những tín ngưỡng dân gian từ nhiều nơi khác nhau. Nhiều truyền thuyền thuyết cho rằng tiên nữ là thiên sứ bị giáng chức xuống trần gian, hoặc là những ác quỷ, là linh hồn của người chết, là tiền thân của con người hoặc là tinh linh của tự nhiên.

## Định nghĩa
Từ fairy trong các tác phẩm văn học phương Tây khi được dịch sang tiếng Việt đã sử dụng từ tiên nữ và tiên tộc để gọi chung cho toàn bộ tiên nữ. Tuy nhiên vì lỗi dịch thuật nên tiên nữ thường bị nhầm lẫn với những sinh vật thần thoại khác như tinh linh, elf, pixie,.. Một số trường hợp tiên nữ được nhắc tới như là những loài vật có phép thuật, bao gồm cả goblin hoặc gnome. Song, tiên nữ chỉ riêng về những loài vật có sức mạnh phi thường. Tiên nữ (Fairy) Phương Tây khác với Thần Tiên của Phương Đông ở nhiều điểm về ngoại hình, tính cách, tâm hồn.
Trong tiếng Nhật, tiên nữ (fairy) được gọi là yousei (Nhật: 妖精 Hepburn: yōsei?), có nghĩa là "yêu tinh". Thuật ngữ yêu tinh được dùng để chỉ những chủng loài phi nhân loại có xuất xứ từ phương Tây, bao gồm cả goblin, elf, orc hay tiên nữ. Để chỉ những sinh vật tương đương có xuất xứ từ thần thoại Nhật Bản, người Nhật dùng từ "yōkai" (妖怪 (yêu quái)?). Trong thần thoại Trung Quốc, yêu quái là những sinh vật hoặc vật vô tri đã thành tinh sau một quá trình tu luyện, và từ "yêu tinh" (妖精) cũng để chỉ các sinh vật huyền thoại có nguồn gốc từ phương Tây.

## Đặc trưng của tiên nữ
Xem thêm: Tinh linh, Elf, Pixie, Tiên nữ thiên nga
Tiên tộc nói chung diễn tả là giống loài người với sức mạnh phi thường như phép thuật. Nguồn gốc của họ không được rõ ràng trong Văn học dân gian, tuổi thọ khác nhau, hoặc có khi là được phân loại vô Quỷ, hoặc là loài vật phụ thuộc hoàn toàn vào loài người hoặc thiên sứ. Một số nhà văn học dân gian đã từng nêu ý kiến về sự thật nguồn gốc của họ là bộ tộc bị đánh bại và phải sống một cuộc sống ẩn nấp, hoặc trong tín ngưỡng Tôn giáo, thần tiên phải đi trốn khi Công giáo ra đời. những lời giải thích này không nhất thiết phải phù hợp, và nó có thể theo dõi qua nhiều nguồn khác nhau.
Nhiều văn học dân gian nói sự phòng vệ tiên khỏi những điều ác của họ, bởi Sắt lạnh (giống như là thuốc độc để chống Tiên nữ, và họ sẽ không dám lại gần) hoặc dùng Bùa từ Thanh lương trà và Rau thơm, tiên phải tránh tổn hại bằng cách chạy trốn đến chỗ họ biết là sẽ an toàn. Đặc biệt, văn học dân gian miêu tả cách để phòng chống tiên bắt cóc em bé và đánh tráo vào changeling để thay thế, và bắt cóc luôn cả người già. Nhiều chuyện dân gian nói về tiên, và họ xuất hiện như một nhân vật trong truyện hiệp sĩ từ Thời trung cổ, đến truyện thần tiên của Văn học Victorian và cho tới ngày hôm này của văn học hiện đại.
Tuy nhiên trong nền văn hóa hiện đại chân dung của tiên nữ thường là người trẻ, đôi khi có cánh, có đặc tính và vóc dáng của loài người, nếu so sánh nguồn gốc hình dáng của họ rất khác: cao, sáng chói, giống thiên thần(tốt bụng) hoặc lùn, hay giống troll đó là những hình ảnh thường được nhắc tới. Vóc dáng bé nhỏ của tiên đã được nhắc tới nhiều thế kỷ, nhưng tiên xuất hiện trong các tác phẩm giống với vóc dáng loài người; nói chung vóc dáng của tiên có thể từ bé cho tới kích cỡ của người. Dù với những tiên nữ nhỏ, kích cỡ của họ không ảnh hưởng tới khả năng sử dụng phép thuật.

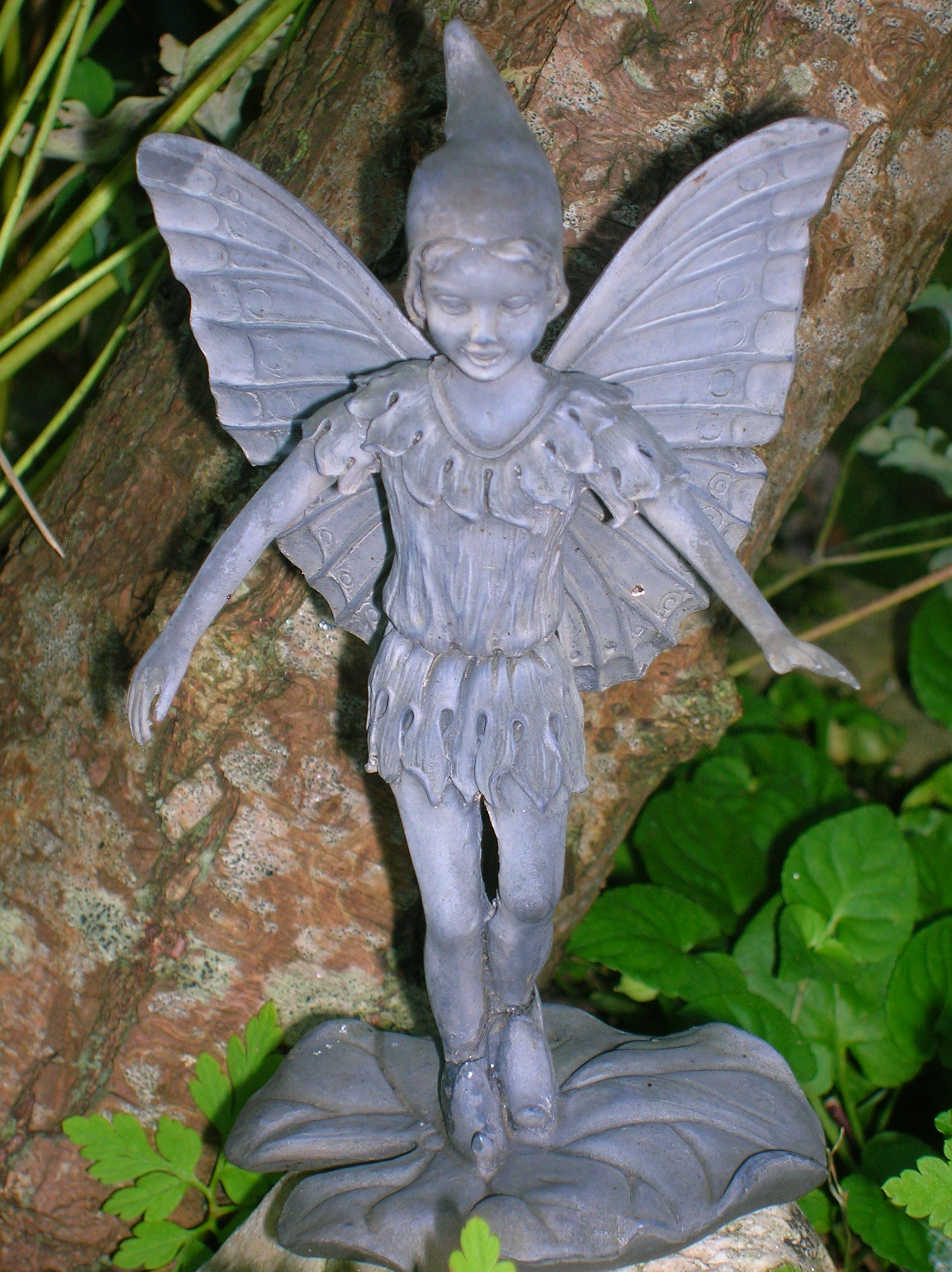
Tượng một tiên nữ (tiên bướm) theo như mô tả trong truyền thuyết

Cánh là bộ phận của tiên nữ được miêu tả đến rất thông thường trong Victorian và về cả những tác phẩm nghệ thuật của tiên, nhưng cánh lại rất hiếm xuất hiện trong văn học dân gian; Đôi khi, trên những cành cúc dại hay theo sau những cánh chim, nàng tiên nhỏ còn biết bay rất điệu nghệ. Ngày nay, tiên thường thường miêu tả với như những Côn trùng có cánh hoặc Bươm bướm.
Nhiều loại động vật khác của được diễn tả giống tiên nữ. Có khi là kết quả của sự lột xác trên người của tiên nữ và đã nhầm lẫn với Chó biển (vừa người, vừa chó); hoặc nhầm với Kỳ lân (nước) và chó quỷ, xuất hiện để giữ thêm sự không thay đổi về hình dạng.
Trong Cổ tích phương Tây còn hay nhắc tới hai hình tượng tiên là: Tiên hắc ám và Tiên đỡ đầu.
Tiên đỡ đầu xuất hiện trong Truyện Cổ Tích là nhân vật có phép thuật hiền hậu và hay giúp đỡ người tốt, người bất hạnh. Bà có mái tóc bạc, gương mặt phúc hậu hiền từ và mặc trang phục sáng màu. Còn tiên hắc ám là nhân vật có phép thuật độc ác hay hại người với mái tóc dài, gương mặt độc ác và luôn mặc trang phục tối màu.

## Tiên tử của phương Đông
Xem thêm: Tây Du Ký; Tiên hiệp.

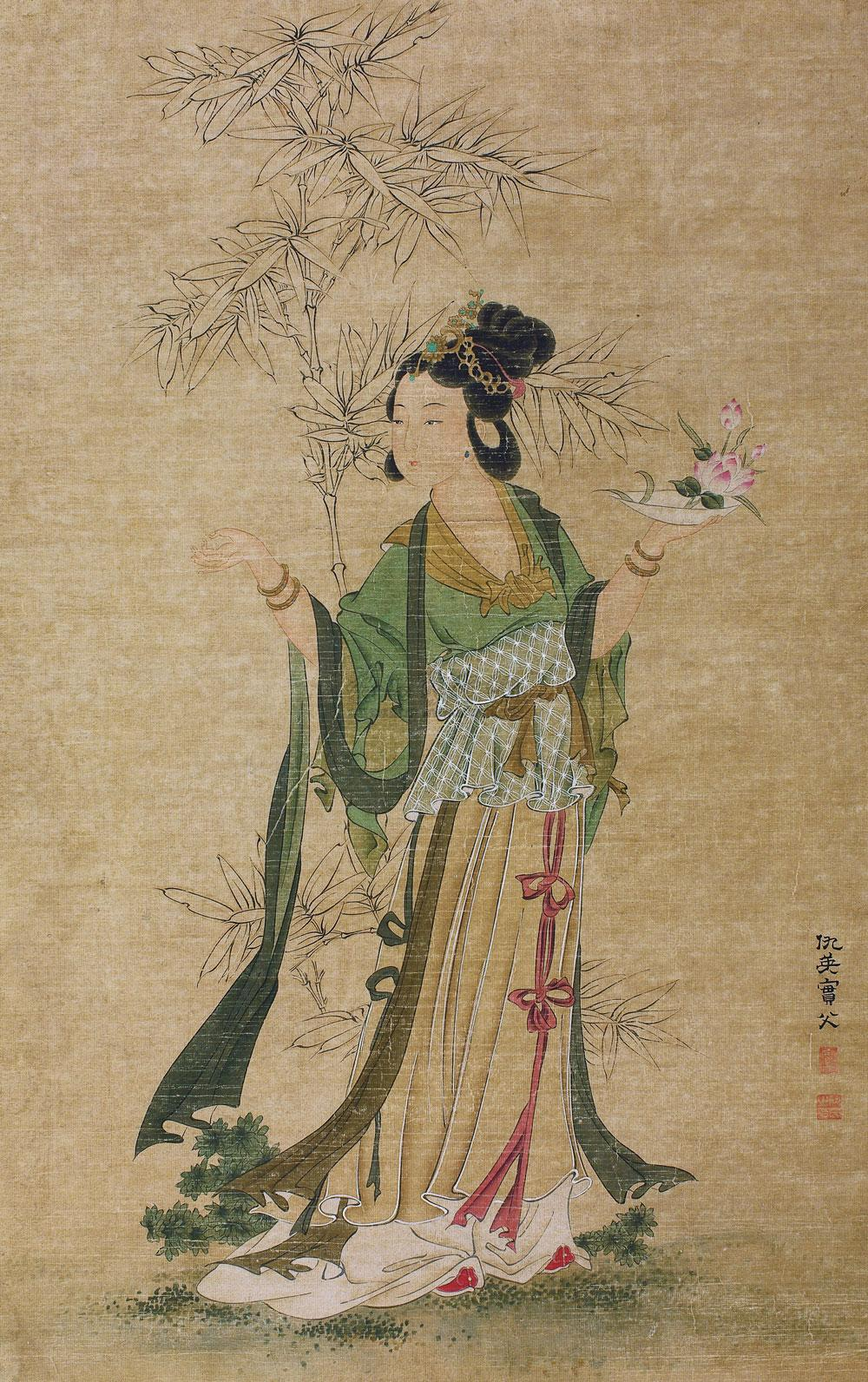
Hằng Nga Tiên Tử

Khác với tiên tộc của phương Tây thì Tiên tử (仙子) trong Đạo giáo được miêu tả là những nàng tiên có ngoại hình và vẻ đẹp thanh cao không dính bụi trần, toả hương thơm dễ chịu. Họ được cho là người bất tử và trẻ mãi không già, có tâm hồn thanh cao trong sáng. Trang phục của tiên tử được mô tả trong tranh thường mặc trang phục màu sáng. Các tiên tử thường sống ở trên trời (tiên cung, tiên giới, tiên cảnh) cách biệt với phàm trần và hiếm khi họ hạ phàm. Chỉ khi cứu nhân độ thế thì họ sẽ hạ phàm. Họ có phép thuật nên có thể biến hóa được dễ dàng và linh hoạt. Công việc chính của họ trên thiên đình gồm múa, đàn, hát nhằm phục vụ giải trí cho ngọc hoàng đại đế và các vị tiên trên trời. Ngoài ra họ còn phụ giúp công việc cho các vị tiên khác.
Trong Cổ tích, Truyền Thuyết nhắc tới chuyện tình yêu của Hằng Nga Tiên Tử và Hậu Nghệ.

## Âm nhạc
- Dáng tiên nữ
- Hai cô tiên
- Hibiki No Shirabe (Bài ca tiên nữ)
- Nàng tiên nữ về đâu
- Tiên nữ Jamaica
- Tiên nữ mê trai